# Livjægerne paa Amager
Livjægerne paa Amager je dánský němý film z roku 1906. Režisérem je Peter Elfelt (1866–1931). Film trvá zhruba 2 minuty.

## Děj
Film zachycuje balet Augusta Bournonvilla (1805–1879) z roku 1871.